# Qualificazioni al campionato mondiale di calcio 2022 - UEFA - Fase a gironi, gruppo I

## Classifica
| Pos. | Squadra     | Pt | G  | V | N | P  | GF | GS | DR  |
| ---- | ----------- | -- | -- | - | - | -- | -- | -- | --- |
| 1.   | Inghilterra | 26 | 10 | 8 | 2 | 0  | 39 | 3  | +36 |
| 2.   | Polonia     | 20 | 10 | 6 | 2 | 2  | 30 | 11 | +19 |
| 3.   | Albania     | 18 | 10 | 6 | 0 | 4  | 12 | 12 | 0   |
| 4.   | Ungheria    | 17 | 10 | 5 | 2 | 3  | 19 | 13 | +6  |
| 5.   | Andorra     | 6  | 10 | 2 | 0 | 8  | 8  | 24 | -16 |
| 6.   | San Marino  | 0  | 10 | 0 | 0 | 10 | 1  | 46 | -45 |

## Risultati

### 1ª giornata
| Arbitro: | Volen Chinkov |

|  |           |             |
|  | Marcatori | 41’ Lenjani |

| Arbitro: | Kirill Levnikov |

|                                                                 |           |  |
| Ward-Prowse 14’ Calvert-Lewin 21’, 53’ Sterling 31’ Watkins 83’ | Marcatori |  |

| Arbitro: | Felix Brych |

|                                |           |                                        |
| Sallai 6’ Szalai 53’ Orban 78’ | Marcatori | 60’ Piątek 61’ Jóźwiak 83’ Lewandowski |

### 2ª giornata
| Arbitro: | Orel Grinfeeld |

|  |           |                    |
|  | Marcatori | 38’ Kane 63’ Mount |

| Arbitro: | Erik Lambrechts |

|                                    |           |  |
| Lewandowski 30’, 55’ Świderski 88’ | Marcatori |  |

| Arbitro: | Nicholas Walsh |

|  |           |                                                 |
|  | Marcatori | 13’ (rig.) Szalai 71’ Sallai 88’ (rig.) Nikolić |

### 3ª giornata
| Arbitro: | Vilhjálmur Thorarinsson |

|                    |           |                                                  |
| Pujol 90+3’ (rig.) | Marcatori | 45+2’ Fiola 51’ Gazdag 58’ Kleinheisler 90’ Nego |

| Arbitro: | Björn Kuipers |

|                             |           |           |
| Kane 19’ (rig.) Maguire 85’ | Marcatori | 58’ Moder |

| Arbitro: | Kai Erik Steen |

|  |           |                     |
|  | Marcatori | 63’ Manaj 85’ Uzuni |

### 4ª giornata
| Arbitro: | Jakob Kehlet |

|                |           |  |
| Vales 18’, 24’ | Marcatori |  |

| Arbitro: | Cüneyt Çakır |

|  |           |                                            |
|  | Marcatori | 55’ Sterling 63’ Kane 69’ Maguire 87’ Rice |

| Arbitro: | Maurizio Mariani |

|                                                      |           |                |
| Lewandowski 12’ Buksa 44’ Krychowiak 54’ Linetty 89’ | Marcatori | 25’ Çikalleshi |

### 5ª giornata
| Arbitro: | Danny Makkelie |

|           |           |  |
| Broja 87’ | Marcatori |  |

| Arbitro: | Anastasios Papapetrou |

|                                           |           |  |
| Lingard 18’, 78’ Kane 72’ (rig.) Saka 85’ | Marcatori |  |

| Arbitro: | Mattias Gestranius |

|           |           |                                                                       |
| Nanni 48’ | Marcatori | 5’, 21’ Lewandowski 16’ Świderski 44’ Linetty 67’, 90+2’, 90+4’ Buksa |

### 6ª giornata
| Arbitro: | Lukas Fähndrich |

|                                                  |           |  |
| Manaj 32’ Laçi 58’ Broja 61’ Hysaj 68’ Uzuni 80’ | Marcatori |  |

| Arbitro: | Rade Obrenovič |

|                            |           |             |
| Szalai 9’ (rig.) Botka 18’ | Marcatori | 82’ Llovera |

| Arbitro: | Daniel Siebert |

|                 |           |          |
| Szymański 90+2’ | Marcatori | 72’ Kane |

### 7ª giornata
| Arbitro: | Kateryna Monzul' |

|  |           |                                                                |
|  | Marcatori | 17’ Chilwell 40’ Saka 59’ Abraham 79’ Ward-Prowse 86’ Grealish |

| Arbitro: | Carlos del Cerro Grande |

|  |           |           |
|  | Marcatori | 80’ Broja |

| Arbitro: | Fran Jović |

|                                                                     |           |  |
| Świderski 10’ Brolli 20’ (aut.) Kędziora 50’ Buksa 84’ Piątek 90+1’ | Marcatori |  |

### 8ª giornata
| Arbitro: | Clément Turpin |

|  |           |               |
|  | Marcatori | 77’ Świderski |

| Arbitro: | Alejandro Hernández Hernández |

|            |           |                   |
| Stones 37’ | Marcatori | 24’ (rig.) Sallai |

| Arbitro: | Halil Umut Meler |

|  |           |                                    |
|  | Marcatori | 10’ Pujol 53’ Moreno 89’ Fernández |

### 9ª giornata
| Arbitro: | John Beaton |

|           |           |                                             |
| Vales 45’ | Marcatori | 5’, 73’ Lewandowski 11’ Jóźwiak 45+2’ Milik |

| Arbitro: | Felix Zwayer |

|                                               |           |  |
| Maguire 9’ Kane 18’, 33’, 45+2’ Henderson 28’ | Marcatori |  |

| Arbitro: | Filip Glova |

|                                          |           |  |
| Szoboszlai 6’, 83’ Gazdag 22’ Vécsei 88’ | Marcatori |  |

### 10ª giornata
| Arbitro: | Andris Treimanis |

|                   |           |  |
| Çekiçi 73’ (rig.) | Marcatori |  |

| Arbitro: | Tiago Martins |

|               |           |                        |
| Świderski 61’ | Marcatori | 37’ Schäfer 80’ Gazdag |

| Arbitro: | Rade Obrenovič |

|  |           | |
|  | Marcatori | 6’ Maguire 15’ (aut.) Fabbri 27’ (rig.), 32’, 39’ (rig.), 42’ Kane 58’ Smith Rowe 69’ Mings 78’ Abraham 79’ Saka |

## Statistiche

### Classifica marcatori
12 reti
- Harry Kane

8 reti
- Robert Lewandowski

5 reti
- Adam Buksa

- Karol Świderski

4 reti
- Harry Maguire

3 reti
- Armando Broja
- Marc Vales

- Bukayo Saka
- Dániel Gazdag

- Roland Sallai
- Ádám Szalai

2 reti
- Rey Manaj
- Myrto Uzuni
- Marc Pujol
- Tammy Abraham

- Dominic Calvert-Lewin
- Jesse Lingard
- Raheem Sterling
- James Ward-Prowse

- Dominik Szoboszlai
- Kamil Jóźwiak
- Karol Linetty
- Krzysztof Piątek

1 rete
- Endri Çekiçi
- Sokol Çikalleshi
- Elseid Hysaj
- Qazim Laçi
- Ermir Lenjani
- Ricard Fernández
- Max Llovera
- Sergi Moreno
- Ben Chilwell
- Jack Grealish
- Jordan Henderson

- Tyrone Mings
- Mason Mount
- Declan Rice
- Emile Smith Rowe
- John Stones
- Ollie Watkins
- Endre Botka
- Attila Fiola
- László Kleinheisler
- Loïc Nego
- Nemanja Nikolić

- Willi Orban
- András Schäfer
- Bálint Vécsei
- Tomasz Kędziora
- Grzegorz Krychowiak
- Arkadiusz Milik
- Jakub Moder
- Damian Szymański
- Nicola Nanni

Autoreti
- Cristian Brolli (1, pro Polonia)

- Filippo Fabbri (1, pro Inghilterra)